# Jiří Kavan
 Jiří Kavan (Olomouc, 9 de julho de 1943 - 14 de junho de 2010) foi um ex-handebolista checoslovacoo, medalhista olímpico. Ele defendeu o HC Dukla Prague.

## Títulos
- Jogos Olímpicos:
  - Prata: 1972